# Deilephila rivularis
Deilephila rivularis (tên tiếng Anh: Chitral Elephant Hawk Moth) là một loài bướm đêm thuộc họ Sphingidae. Nó được tìm thấy ở phía đông và miền trung Afghanistan, Pakistan (north của Karachi) và ở miền bắc Ấn Độ (về phía đông tới Dehra Dun, Uttar Pradesh).
Sải cánh dài 64–82 mm.
Ấu trùng ăn các loài Arisaema và Impatiens ở Ấn Độ.